# 키스 퍼거슨

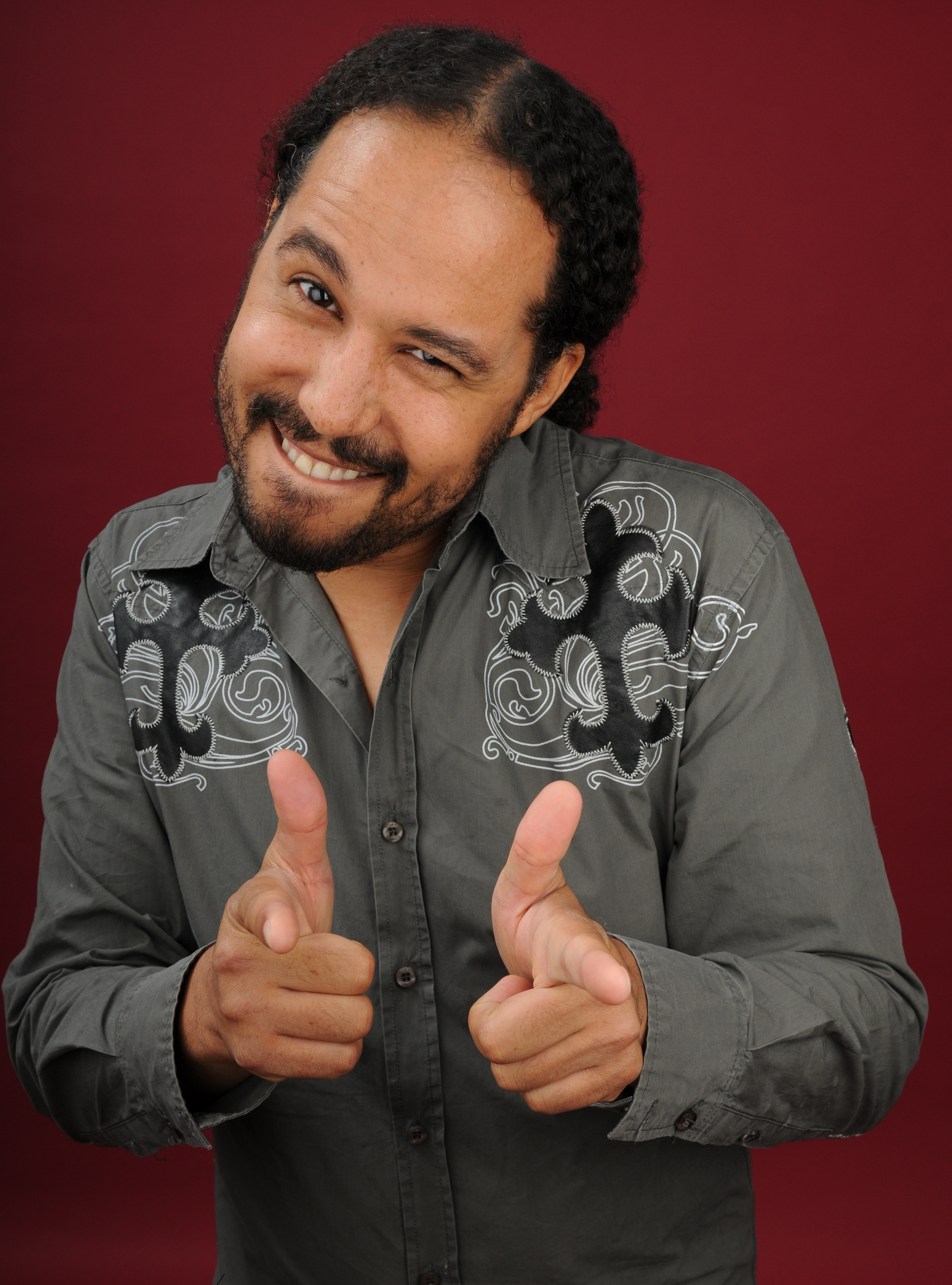
키스 퍼거슨

키스 제임스 퍼거슨(Keith James Ferguson, 1972년 2월 26일 ~ )은 미국의 성우이다.

## 참여 작품

### 영화
- 이연걸의 보디가드
- 방세옥
- 카 (영화)
- 밤비 2
- 배트맨: 이어 원
- 몬스터 대학교
- 레고 무비
- 오즈의 마법사: 돌아온 도로시
- 배트맨 언리미티드: 동물적 본능
- 인사이드 아웃 (2015년 영화)
- 미니언즈
- 빅 (2016년 영화)
- 리틀 프린세스 소피아: 엘레나와 비밀의 아발로 왕국
- 트랜스포머: 최후의 기사

### 애니메이션
- 상상 속 친구들의 모험
- 패밀리 가이
- 암호명: 이웃집 아이들
- 빌리와 맨디의 무시무시한 모험
- 로봇 치킨
- 카 툰: 메이터의 놀라운 이야기
- 피니와 퍼브
- 핀과 제이크의 어드벤처 타임
- 어벤저스: 지구 최강의 영웅들
- 괴짜가족 괴담일기
- 카 툰: 메이터의 놀라운 이야기
- 완다가 간다
- 리틀 프린세스 소피아
- 뉴 루니 툰
- 위 베어 베어스: 곰 브라더스
- 아발로 왕국의 엘레나
- 볼트론: 전설 속의 수호자
- 프린세스 스타의 모험일기
- 라푼젤 시리즈
- 도날드 덕 가족의 모험
- 유니키티!
- 버니큘라 (애니메이션)
- DC 슈퍼히어로 걸스 (텔레비전 프로그램)
- 스쿠비 두, 게스 후?
- 링컨의 집에서 살아남기
- 신비한 개구리 나라 앰피비아
- 썸머 캠프 아일랜드
- 빅 시티 그린
- 빅터와 발렌티노
- 도날드 덕 가족의 모험
- 타이니 툰
- 컵헤드 쇼!

### 비디오 게임
- 테일즈 오브 심포니아
- 둠 3 (비디오 게임)
- 맨 오브 벨러
- 에버퀘스트 II
- 메탈 기어 솔리드 3: 스네이크 이터
- 갓 오브 워 (2005년 비디오 게임)
- 매트릭스: 패스 오브 네오
- 메탈 기어 솔리드 3: 스네이크 이터
- 캐리비안의 해적: 잭 스패로의 전설
- 켈베로스의 만가: 파이널 판타지 VII
- 파이널 판타지 XII
- 갓 오브 워 II
- 스폰지밥의 아틀란티스
- 로스트 오디세이
- 나니아 연대기: 캐스피언 왕자 (비디오 게임)
- 본 컨스피러시
- 인크레더블 헐크 (2008년 비디오 게임)
- 레고 배트맨: 더 비디오게임
- 콜 오브 듀티: 월드 앳 워
- 킹덤 하츠: 체인 오브 메모리즈
- 워해머 40,000: 돈 오브 워 2
- 프로토타입 (비디오 게임)
- 배트맨: 아캄 어사일럼
- 디시디아 파이널 판타지
- 킹덤 하츠 358/2 Days
- 드래곤 에이지: 오리진스
- 제임스 카메론의 아바타: 더 게임
- 매스 이펙트 2
- 바이오쇼크 2
- 마피아 II
- 드래곤 에이지 II
- 인퍼머스 2
- 캡틴 아메리카: 슈퍼 솔저
- 드라이버: 샌프란시스코
- 기어스 오브 워 3
- 세인츠 로우: 더 써드
- 파이널 판타지 XIII-2
- 프로토타입 2
- 갓 오브 워: 어센션
- 데드풀 (비디오 게임)
- 세인츠 로우 4
- 라이트닝 리턴즈 파이널 판타지 XIII
- 데스티니 (비디오 게임)
- 월드 오브 워크래프트: 드레노어의 전쟁군주
- 레고 쥬라기 월드
- 배트맨: 아캄 나이트
- 오버워치
- 타이탄폴 2
- 파이널 판타지 XV
- 데스티니 가디언즈
- 폴아웃 76
- 킹덤 하츠 III
- 레이지 2
- 스타워즈: 구공화국
- 파이널 판타지 VII 리메이크
- 폴아웃 76
- 워킹 데드 (비디오 게임 시리즈)
- 콜 오브 듀티: 블랙 옵스 콜드 워